# Assa (prénom)
Pour les articles homonymes, voir Assa.
Assa est un prénom féminin d'origine africaine berbère, signifiant « celle qui guérit ». Il a été attribué 46 fois en 2006 et en France.
- Pour l'ensemble des articles sur les personnes portant ce prénom, consulter :
  - la liste des articles dont le titre commence par ce prénom
  - les listes produites par Wikidata : Liste des personnes de prénom « Assa » — même liste en incluant les éventuels prénoms composés qui contiennent « Assa ».